# ورزشگاه تدی
استادیوم تدی (به انگلیسی: Teddy Stadium) یک ورزشگاه در اورشلیم است. این ورزشگاه حدود ۳۱ هزار نفر گنجایش دارد و به احترام شهردار سابق این شهر، تدی کولک نام‌گذاری شده‌است.
این ورزشگاه به‌عنوان استادیوم خانگی چند تیم از جمله باشگاه فوتبال بیتار اورشلیم و تیم ملی فوتبال اسرائیل استفاده می‌شود.

## نگارخانه

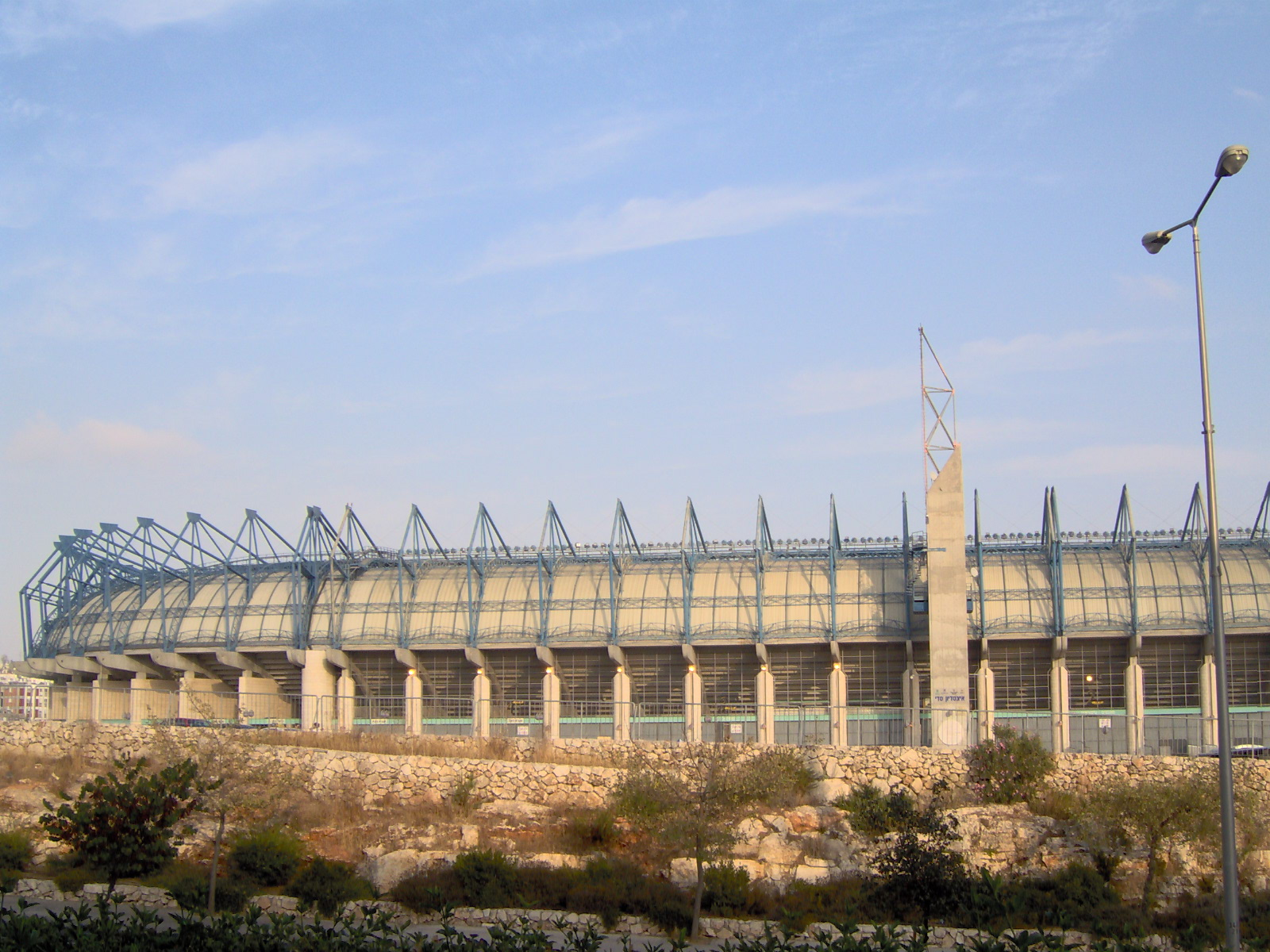
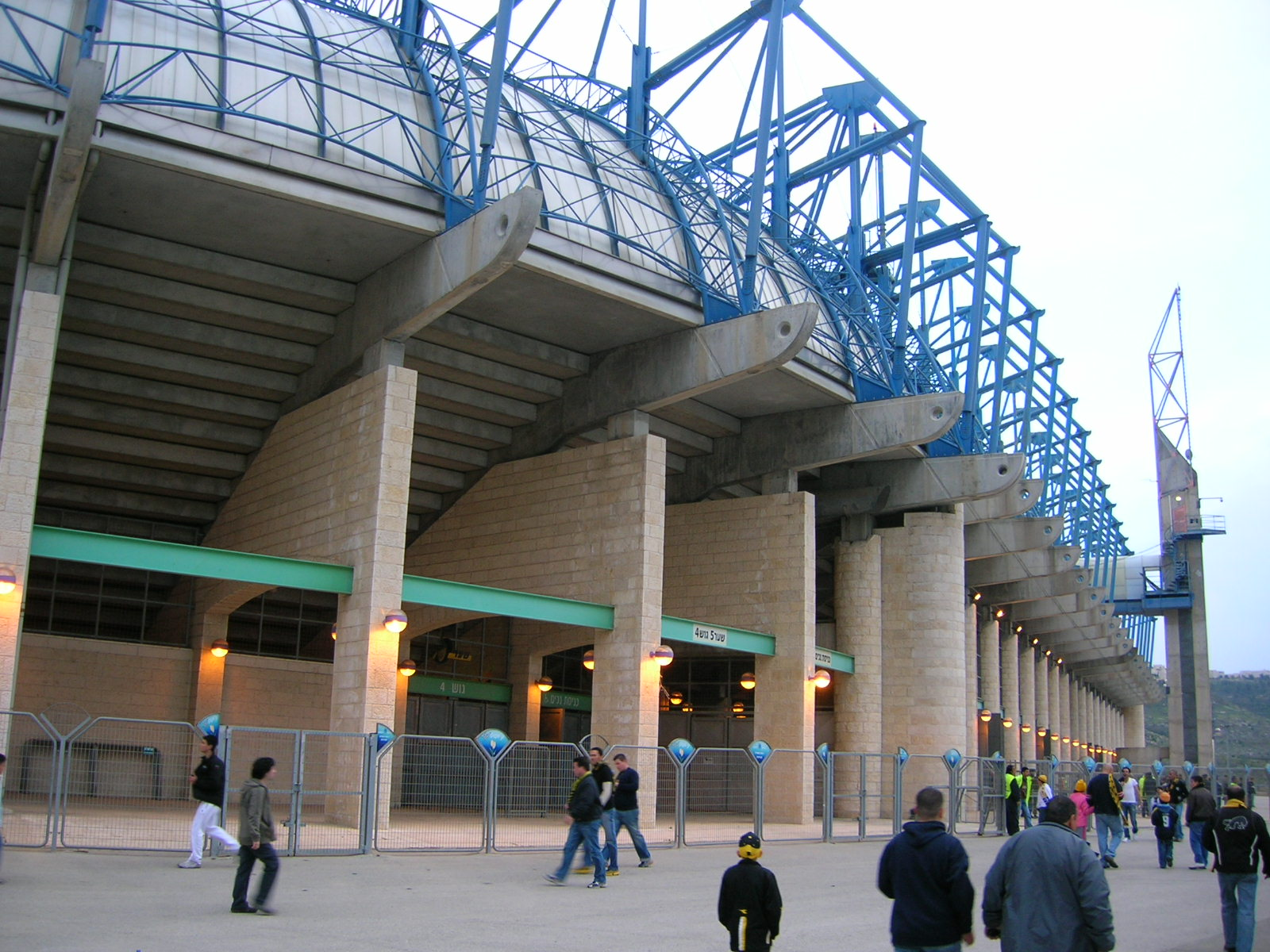
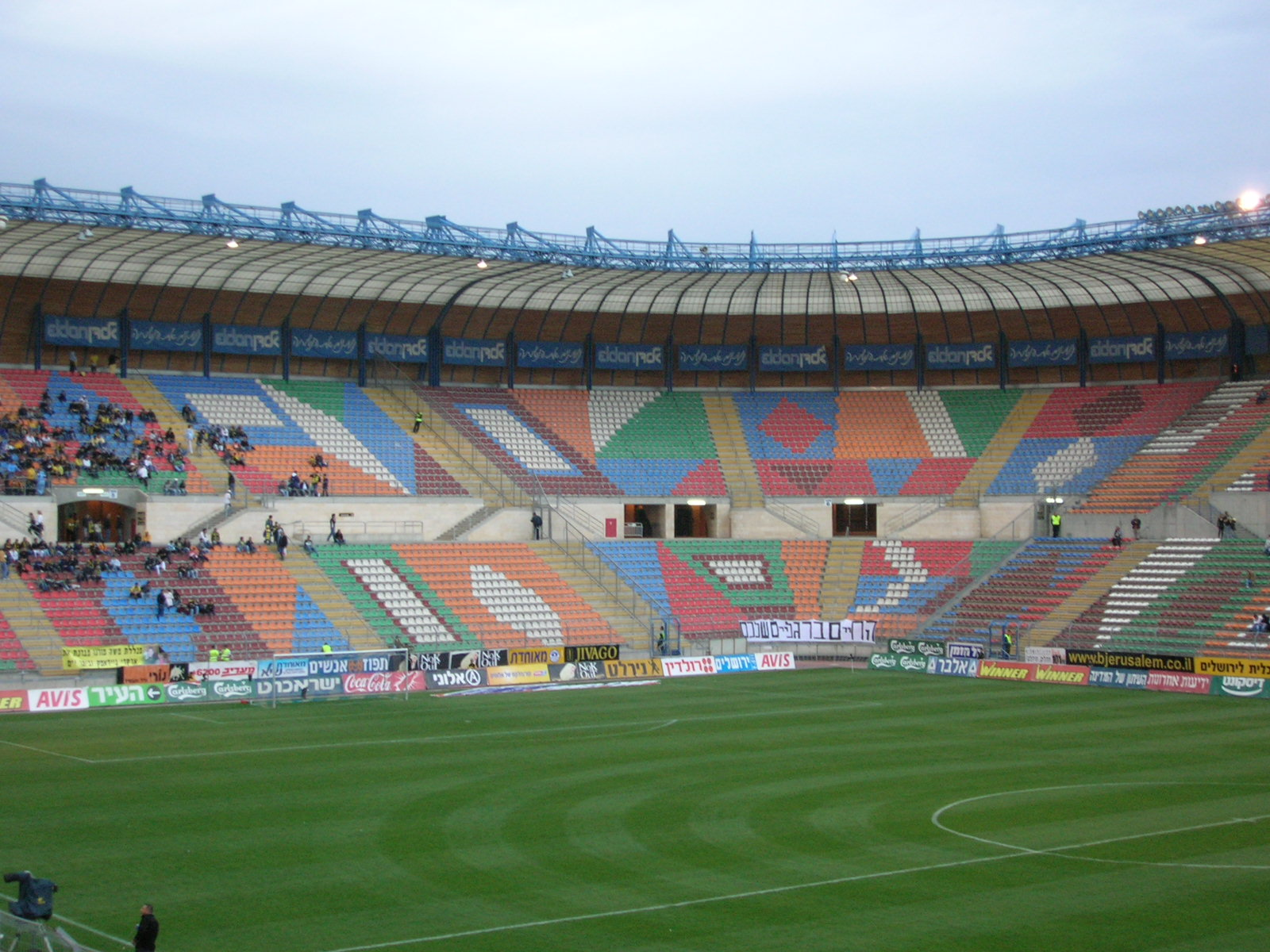
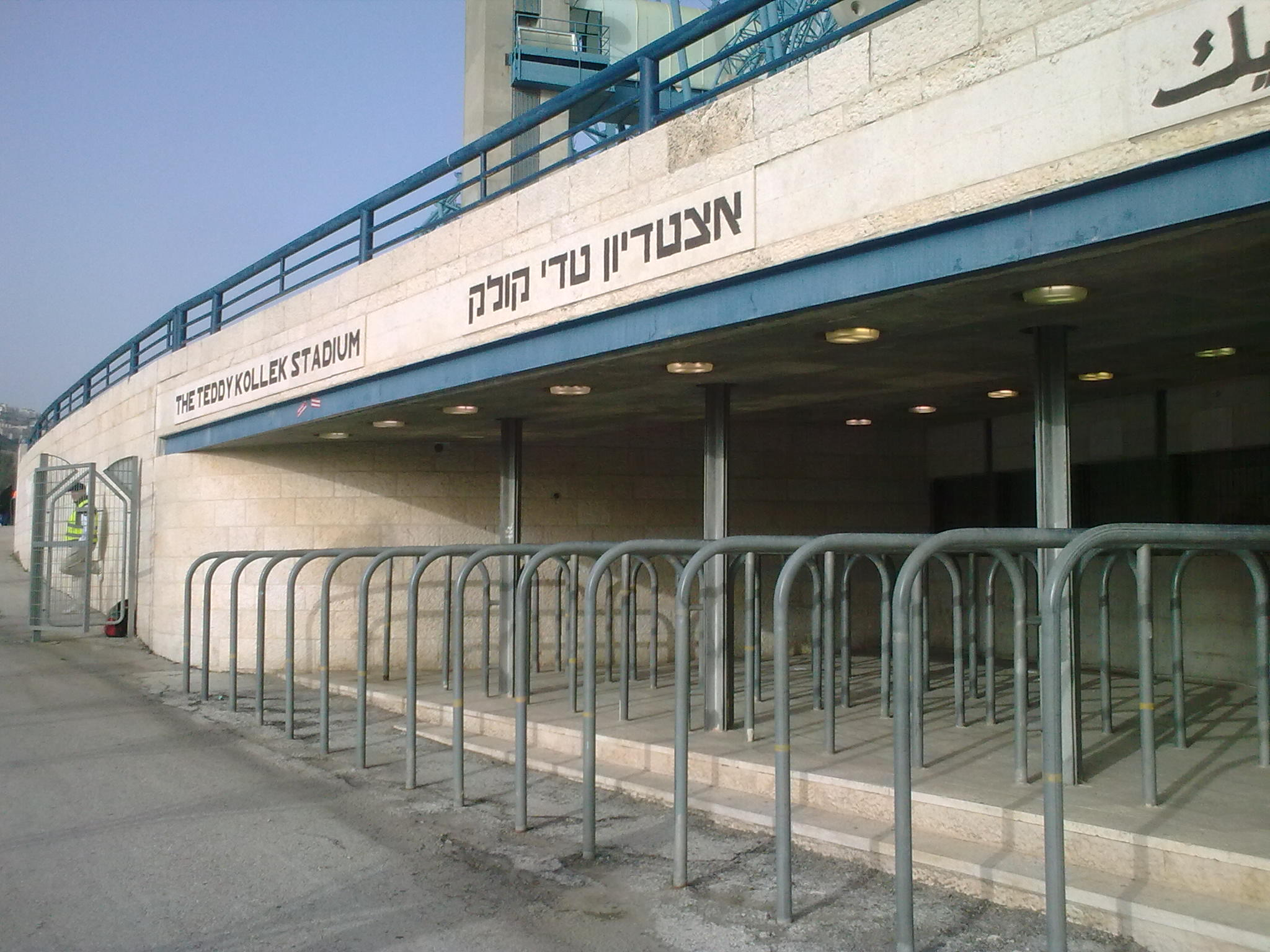